# Theodor Hoorns
Theodor Hoorns (* 12. Juni 1888 in Hamburg; † 18. August 1976 ebenda) war ein deutscher Politiker (FDP).

## Leben, Beruf und Politik
Hoorns war Lehrer von Beruf und als Studienrat an einem Gymnasium in Harburg tätig. Er engagierte sich in der FDP und wurde für diese 1949 auf der Liste des Vaterstädtischen Bundes Hamburg in den Bezirksausschuss Harburg gewählt. 1953 wurde er auf der Liste des Hamburg-Blocks erneut in den Bezirksausschuss gewählt, legte das Mandat jedoch schon nach wenigen Wochen zugunsten von Heinrich Laue nieder, da er bei der zeitgleich durchgeführten Bürgerschaftswahl auch in die Hamburgische Bürgerschaft gewählt worden war. Nach der Auflösung des Hamburg-Blocks wurde er 1957 auf der Landesliste der FDP erneut in die Bürgerschaft gewählt. 1961 verzichtete er auf eine weitere Kandidatur und schied aus dem Parlament aus.